# Alo Bärengrub
Alo Bärengrub (Kehtna, Estonia, 12 de febrero de 1984), futbolista estonio. Juega de defensa y su actual equipo es el JK Nõmme Kalju de la Meistriliiga de Estonia.

## Selección nacional
Ha sido internacional con la Selección de fútbol de Estonia, ha jugado 37 partidos internacionales.

## Clubes
| Club             | País    | Año       |
| ---------------- | ------- | --------- |
| FC Lelle         | Estonia | 2000      |
| FC Valga         | Estonia | 2001-2004 |
| FC Flora Tallinn | Estonia | 2004-2007 |
| Bodø/Glimt       | Noruega | 2008-2011 |
| JK Nõmme Kalju   | Estonia | 2011-     |